# Lara Fabian (album năm 1999)
| Đánh giá chuyên môn | Đánh giá chuyên môn |
| Nguồn đánh giá      | Nguồn đánh giá      |
| Nguồn               | Đánh giá            |
| ------------------- | ------------------- |
| AllMusic            | [ 5 ]               |

Lara Fabian là album phòng thu thứ tư và cũng là album tiếng Anh đầu tiên của nữ nghệ sĩ thu âm người Bỉ-Canada Lara Fabian. Album được phát hành lần đầu vào ngày 24 tháng 11 năm 1999 tại Pháp, và sau đó được phát hành ở các quốc gia khác trên toàn thế giới vào năm 2000. Bốn bài hát "Adagio", "I Will Love Again/Otro Amor Vendrá", "I Am Who I Am" và "Love by Grace" là các đĩa đơn chính thức từ Lara Fabian.

## Một số thông tin
Sau thành công tại thị trường Pháp, vào năm 1998 và 1999, Fabian đến thành phố New York và San Francisco để ghi âm album tiếng Anh đầu tiên. Cô sáng tác hoặc đồng sáng tác hầu hết các ca khúc, làm việc với Rick Allison và các nhà sản xuất Walter Afanasieff (sản xuất cho Mariah Carey, Céline Dion, Michael Bolton), Patrick Leonard (sản xuất cho Madonna), Sam Watters (sản xuất cho Color Me Badd, Jessica Simpson, Anastacia) và Mark Taylor (sản xuất cho Cher, Enrique Iglesias).
Được phát hành bởi Sony Music, album cùng tên với Fabian được quảng bá vào tháng 5 năm 2000, trên chương trình truyền hình buổi sáng phổ biến nhất của nước Mỹ, Today Show của NBC. Những lời mời ập đến, và Fabian xuất hiện trên các chương trình The Tonight Show, The View, Access Hollywood, Craig Kilborn và Entertainment Tonight.
Đĩa đơn đầu tiên từ album, "I Will Love Again", đạt vị trí quán quân trên bảng xếp hạng US Billboard Dance Music và hiện diện trên bảng xếp hạng này trong 58 tuần. Nhờ thành công này, cô nhận giải Félix ở hạng mục Nghệ sĩ Quebec có ảnh hưởng lớn nhất ở ngôn ngữ khác tiếng Pháp.
Từ tháng 6 năm 2000 đến tháng 2 năm 2001, bài hát "Love by Grace" trở thành bài hát chủ đề của cặp đôi chính trong loạt phim truyền hình dài tập thường ngày của Brazil Laços de Família, được truyền hình bởi Rede Globo tới hàng triệu khán giả ở Brazil và Bồ Đào Nha. Trong vài tuần, ca khúc dẫn đầu danh sách phát của các trạm phát thanh ở hai quốc gia này. "Love by Grace" đã thu hút được tình cảm nồng nhiệt của khán giả dành cho nữ nghệ sĩ.
Sau chương trình "From Lara with Love" phát sóng trên đài PBS, cũng là lần xuất hiện đầu tiên của Fabian trên truyền hình Hoa Kỳ, cô tham gia chương trình phát thanh đặc biệt rất được yêu thích lúc bấy giờ của WTKU, Miracle on 34th Street. Chương trình có sự xuất hiện của nhiều nghệ sĩ nổi tiếng, bao gồm Michael Jackson, Christina Aguilera, Marc Anthony, Ricky Martin và Toni Braxton.
Không lâu sau đó, khi Lara Fabian được phát hành tại châu Á, Fabian giành được vị trí số 1 trên bảng xếp hạng top 10 ca khúc của Đài Loan. Nhiều khán giả chịu ấn tượng bởi ca khúc "Light of my Life" có trong phiên bản phát hành tại châu Á của album. Ca khúc là một sản phẩm hợp tác giữa Fabian với ca sĩ Trung Quốc hàng đầu châu Á Leehom Wang. Ca khúc này được đưa vào bộ phim điện ảnh Trung Quốc China Strike Force, sau này đạt thành công tại các phòng vé khắp châu Á.
Được khán giả hăm hở chờ đợi tại một số thành phố trên thế giới, Fabian tiếp tục gây dựng tiếng tăm cho mình thông qua các sự kiện biểu diễn thường xuyên trên toàn cầu. Tuy nhiên, nhiều người hâm mộ và giới phê bình đặt dấu hỏi lớn về chiến lược quảng bá của cô, khi Fabian bỏ qua thị trường Hoa Kỳ và trở về với các chuyến lưu diễn ở châu Âu, nơi cô đã khẳng định được danh tiếng của mình từ trước. Năm 2001, việc quảng bá cho Lara Fabian trở nên vô cùng ì ạch và đĩa đơn thứ ba không được phát hành. Từ đó trở đi, Fabian không xuất hiện trở lại trên thị trường âm nhạc Hoa Kỳ. 
Album có nhiều phiên bản khác nhau trên toàn cầu. Album có phiên bản riêng tại từng nước: Canada, Pháp, Nhật Bản, Hoa Kỳ và Nam Mỹ. Các phiên bản này cũng rất khác biệt với nhau ở danh sách bài hát và bìa album.
Bài hát "Till I Get Over You" được sản xuất bởi bộ đôi Louis Biancaniello và Sam Watters, đội ngũ sản xuất của các bản hit đầu sự nghiệp của nữ ca sĩ người Mỹ Anastacia. Do vậy, khán giả có thể nhận thấy những điểm tương đồng giữa âm thanh và sản xuất giữa "Till I Get Over You" và "I'm Outta Love" trong Not That Kind, album đầu tay phát hành năm 2000 của Anastacia.
Các ca khúc "Adagio" và "Broken Vow" được hát bởi các ca sĩ người Philipin, Mark Bautista và Sarah Geronimo. Josh Groban đã hát lại "Broken Vow" trong album Closer năm 2003, và ca sĩ người Lebannon Majida El Roumi đã thể hiện một phiên bản tiếng Ả-rập của "Adagio", với tựa đề "Habibi", trong album phát hành năm 2006 E'tazalt El Gharam.
Các phiên bản của "Adagio" và ca khúc "To Love Again (Si Tu M'Aimes)" đều có phần độc tấu ghi-ta của Steve Lukather.

## Danh sách bài hát
| Pure – Phiên bản phát hành tại châu Âu và Hoa Kỳ | Pure – Phiên bản phát hành tại châu Âu và Hoa Kỳ | Pure – Phiên bản phát hành tại châu Âu và Hoa Kỳ | Pure – Phiên bản phát hành tại châu Âu và Hoa Kỳ | Pure – Phiên bản phát hành tại châu Âu và Hoa Kỳ | Pure – Phiên bản phát hành tại châu Âu và Hoa Kỳ |
| STT                                              | Nhan đề                                          | Phổ lời                                          | Phổ nhạc                                         | Sản xuất                                         | Thời lượng                                       |
| ------------------------------------------------ | ------------------------------------------------ | ------------------------------------------------ | ------------------------------------------------ | ------------------------------------------------ | ------------------------------------------------ |
| 1.                                               | "Adagio"                                         | Lara Fabian Rick Allison Dave Pickell            | Tomaso Albinoni Allison Pickell                  | Allison Pickell                                  | 4:27                                             |
| 2.                                               | "Part Of Me"                                     | Fabian                                           | Patrick Leonard Fabian                           | Leonard                                          | 4:31                                             |
| 3.                                               | "Givin' Up On You"                               | Fabian                                           | Leonard Fabian                                   | Leonard                                          | 4:37                                             |
| 4.                                               | "You Are My Heart"                               | Fabian John Bettis Walter Afanasieff Allison     | Fabian Bettis Afanasieff Allison                 | Afanasieff                                       | 4:11                                             |
| 5.                                               | "I Am Who I Am"                                  | Fabian Allison Evan Rogers Carl Sturken          | Fabian Allison Rogers Sturken                    | Rogers Sturken                                   | 3:48                                             |
| 6.                                               | "To Love Again" (Si Tu M'Aimes)                  | Fabian Bruce Roberts                             | Allison Roberts                                  | Allison Pickell                                  | 3:45                                             |
| 7.                                               | "You're Not From Here"                           | Fabian Bettis Afanasieff Allison                 | Fabian Bettis Afanasieff Allison                 | Afanasieff                                       | 4:49                                             |
| 8.                                               | "Till I Get Over You"                            | Sam Watters Louis Biancaniello                   | Watters Biancaniello                             | Biancaniello Watters                             | 3:44                                             |
| 9.                                               | "Love by Grace"                                  | Dave Loggins Wayne Tester                        | Loggins Tester                                   | Afanasieff                                       | 4:09                                             |
| 10.                                              | "Yeliel (My Angel)"                              | Fabian                                           | Leonard Fabian                                   | Leonard                                          | 5:03                                             |
| 11.                                              | "I Will Love Again"                              | Paul Barry Mark Taylor                           | Barry Taylor                                     | Taylor Brian Rawling                             | 3:43                                             |
| 12.                                              | "Broken Vow"                                     | Fabian                                           | Afanasieff                                       | Afanasieff                                       | 5:15                                             |
| 13.                                              | "Adagio" (phiên bản tiếng Ý)                     | Fabian                                           | Albinoni Allison Pickell                         | Allison Pickell                                  | 4:28                                             |
| Tổng thời lượng:                                 | Tổng thời lượng:                                 | Tổng thời lượng:                                 | Tổng thời lượng:                                 | Tổng thời lượng:                                 | 56:30                                            |

| Thứ tự       | Tựa đề                                       | Sáng tác                                       | Sản xuất                   | Thời lượng   |
| Bài hát thêm | Bài hát thêm                                 | Bài hát thêm                                   | Bài hát thêm               | Bài hát thêm |
| ------------ | -------------------------------------------- | ---------------------------------------------- | -------------------------- | ------------ |
| 14.          | "Before We Say Goodbye"                      | Joanne Houlden, Dave Pickell                   | Rick Allison, Dave Pickell | 04:28        |
| 15.          | "Ivy"                                        | Lara Fabian, Glen Ballard                      | Glen Ballard               | 04:24        |
| 16.          | "Light Of My Life" (hợp tác với Leehom Wang) | Amy Sky, Lara Fabian, Dave Pickell             | Rick Allison, Dave Pickell | 04:14        |
| 17.          | "I Will Love Again (phiên bản ballad)"       | Paul Barry, Mark Taylor                        | Rick Allison               | 04:52        |
| 18.          | "Sola Otra Vez"                              | Lara Fabian, K. C. Porter, Chein Garcia Alonso | K. C. Porter               | 04:55        |
| 19.          | "Quédate"                                    | Denise Rich, K. C. Porter, Chein Garcia Alonso | K. C. Porter               | 04:29        |
| 20.          | "Otro Amor Vendrá"                           | Paul Barry, Mark Taylor, Chein Garcia Alonso   | Mark Taylor, Brian Rawling | 03:42        |
| 21.          | "Otro Amor Vendrá (phiên bản ballad)"        | Paul Barry, Mark Taylor, Chein Garcia Alonso   | Rick Allison               | 04:53        |
| 22.          | "Sin Ti"                                     | Claudia Brandt, Danny Thomas                   | Rick Allison               | 04:09        |
| 23.          | "Meu Grande Amor"                            | Rick Allison, Lara Fabian                      | Rick Allison, Dave Pickell | 03:48        |

## Xếp hạng và chứng nhận
| Bảng xếp hạng (1999–2001)           | Vị trí cao nhất |
| ----------------------------------- | --------------- |
| Áo (Ö3 Austria)                     | 24              |
| Bỉ (Ultratop Flanders)              | 11              |
| Bỉ (Ultratop Wallonia)              | 2               |
| Hà Lan (Album Top 100)              | 44              |
| Phần Lan (Suomen virallinen lista)  | 4               |
| Pháp (SNEP)                         | 1               |
| Đức (Offizielle Top 100)            | 26              |
| New Zealand (RMNZ)                  | 34              |
| Na Uy (VG-lista)                    | 3               |
| Bồ Đào Nha (AFP)                    | 1               |
| Thụy Điển (Sverigetopplistan)       | 38              |
| Album Thụy Sĩ (Schweizer Hitparade) | 14              |
| Hoa Kỳ Billboard 200                | 85              |

| Bảng xếp hạng (1999)   | Vị trí |
| ---------------------- | ------ |
| Bỉ (Ultratop Wallonia) | 33     |
| Pháp (SNEP)            | 32     |
| Bảng xếp hạng (2000)   | Vị trí |
| Bỉ (Ultratop Flanders) | 66     |
| Bỉ (Ultratop Wallonia) | 32     |

| Quốc gia                                                                           | Chứng nhận  | Số đơn vị/doanh số chứng nhận |
| ---------------------------------------------------------------------------------- | ----------- | ----------------------------- |
| Bỉ (BEA)                                                                           | Bạch kim    | 50.000*                       |
| Brasil (Pro-Música Brasil)                                                         | Bạch kim    | 250.000*                      |
| Canada (Music Canada)                                                              | Vàng        | 50.000^                       |
| Pháp (SNEP)                                                                        | Bạch kim    | 430.000                       |
| Na Uy (IFPI)                                                                       | Vàng        | 25.000*                       |
| Bồ Đào Nha (AFP)                                                                   | 3× Bạch kim | 120.000^                      |
| Thụy Sĩ (IFPI)                                                                     | Vàng        | 25.000^                       |
| Hoa Kỳ (Nielsen SoundScan)                                                         | —           | 236.000                       |
| * Chứng nhận dựa theo doanh số tiêu thụ. ^ Chứng nhận dựa theo doanh số nhập hàng. |             |                               |